# Esceta
Esceta (em inglês antigo: sceat; pl. sceattas ou sceattae) era uma pequena moeda de prata cunhada na Inglaterra, Frísia e Jutlândia durante o período dos anglo-saxões.

## Etimologia
A palavra esceta era cognata de vários termos germânicos: alto alemão antigo scaz (propriedade, dinheiro); nórdico antigo skattr (tributo); gótico skatts (moeda); frísio skat (moeda, gado); holandês médio scoot; dinamarquês skød; russo скот (gado). Todas derivam do proto-germânico *skautas, que significava tesouro e gado. O termo esceta ocorre em leis do rei Etelberto de Câncio de ca. 601-604 e em leis do Reino da Mércia para designar dinheiro em geral ou pequena quantidade definida de dinheiro, ao mesmo tempo que em legendas rúnicas era usada no sentido de denominação de dinheiro.

## História

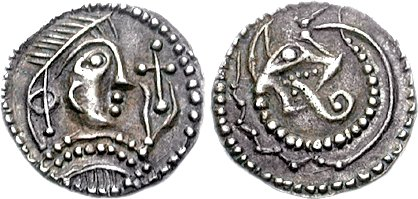
Esceta da série K (Câncio)

Próximo ao fim do século VI, houve uma transição entre moedas de ouro por moedas de prata. Os francos produziram dinheiros (denários) de prata e os anglo-saxões começaram a cunhar escetas, talvez em substituição das trimessas de ouro. Toda evidência disponível indica que foram produzidas durante os séculos VII-VIII. São muito diversas e estão organizadas numa centena de tipos numerados derivados do Catálogo do Museu Britânico dos anos 1890 e por classificações alfabéticas feitas pelos numismata Stuart Rigold nos anos 1970.
Equivaliam a 1⁄20 de um xelim. Eram também imitações e representavam uma desvalorização ou inflação, tendo também gradualmente desvalorizado com a adição de cobre ou redução do peso para exemplares tão pequenas quanto 14 gramas cerca de 750. O rei Ofa da Mércia (r. 757–796) reformou a cunhagem do sul, mas as escetas continuaram a ser usadas na Nortúmbria e até a conquista viquingue de 867, foram emitidas pelas prensas reais e arcebispais em Iorque. Por volta de 785, as novas escetas já eram sobretudo de cobre.

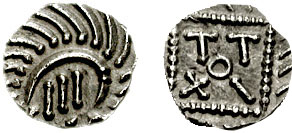
Esceta da série E da variedade Kloster Barthe (Frísia)

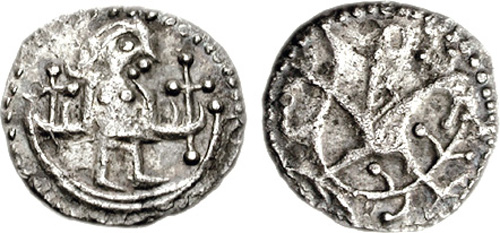
Esceta da série U talvez cunhado próximo ao rio Tâmisa

## Desenho
Os desenhos nas escetas variavam muito em tipo e pureza. Poucas tinham o nome ou busto do rei e com o tempo os desenhos foram se tornando cada vez mais autóctones e menos cópias de modelos romanos e merovíngios. A série mais comum tinha porcos-espinhos enquanto outras possuíam aquilo que a numismática designou como animais fantásticos. Espirais, lobos e serpentes eram comuns. Algumas das primeiras tinham runas, outras uma escrita mista romano-rúnica e versões tardias copiavam desenhos árabes, com uma série escrita de trás para frente. Era comum citar o nome de bispos em vez de reis e os cunhadores eram citados por seu nome, por uma abreviação ou por uma marca.